# Vozera Kasjo
Vozera Kasjo (vitryska: Возера Кашо) är en sjö i Belarus.   Den ligger i voblasten Vitsebsks voblast, i den norra delen av landet, 230 km nordost om huvudstaden Minsk. Vozera Kasjo ligger 176 meter över havet. Arean är 2,2 kvadratkilometer. Den sträcker sig 2,2 kilometer i nord-sydlig riktning, och 3,8 kilometer i öst-västlig riktning.
Omgivningarna runt Vozera Kasjo är en mosaik av jordbruksmark och naturlig växtlighet. Runt Vozera Kasjo är det glesbefolkat, med 10 invånare per kvadratkilometer.